# 徐鑒 (乾隆進士)
徐鑒（？—？），字澄懷，号鏡秋，漢軍镶黃旗人，清朝政治人物。

## 生平
乾隆三十九年甲午科举人，四十五年庚子科进士。五十六年，接替呂聖宗。擔任江蘇荆溪縣知縣。后由支鑒接任。